# Valka
Valka (deutsch Walk) ist eine Stadt im Norden Lettlands direkt an der estnischen Grenze. Der größere, estnische Teil der Stadt heißt Valga. Im Jahre 2022 zählte Valka 4.501 Einwohner.

## Geschichte
- Zur Geschichte vor 1920: siehe Walk

Bis zur Unabhängigkeit der baltischen Staaten nach dem Ersten Weltkrieg war die Stadt Walk von Esten und Letten sowie von Russen, Juden und Deutschen besiedelt. Im Frühjahr 1919 wurden die Bolschewiki von der estnischen Armee vertrieben, aber auch Lettland erhob Ansprüche auf die Stadt. In einem Schiedsspruch entschied die anwesende britische Kommission der Entente (bzw. der Oberst Stephen Tallents) 1920 die Stadt zu teilen. Lediglich ein Stadtteil im Südwesten kam zu Lettland, während das Zentrum und der Bahnhof an Estland fielen.
Über 2500 Letten zogen nun in den lettischen Teil der Stadt um, wo neue Siedlungen gebaut wurden. 1920 wurde das Gymnasium Valka errichtet. 1922 erhielt Valka Stadtrechte. 1924 wurde das Kulturhaus im neoklassizistischen Stil errichtet.
Im Zweiten Weltkrieg fanden 1944 schwere Kämpfe nördlich der Stadt am Embach statt.
Nach Kriegsende bis 1991 konnte die Stadtgrenze ohne Formalitäten überquert werden. Valka war Kreisstadt in der Lettischen SSR und wurde durch Ansiedlung von Industrie gefördert. Aus der ganzen Sowjetunion kamen Menschen verschiedenartiger Herkunft nach Valka, darunter auch Esten, die die niedrigeren Preise nach Lettland gelockt hatten. 1989 belief sich die Einwohnerzahl auf 8200.
Mit der Unabhängigkeit von Lettland und Estland nach dem Zerfall der Sowjetunion 1991 gab es wieder eine Staatsgrenze mit Zollkontrollen. Valka befand sich plötzlich im Hinterland und verlor infolge von Problemen bei der wirtschaftlichen Umstellung an Einwohnern. Bis zur EU-Erweiterung 2004 hatten sich aber wieder mehr als 100 Unternehmen in der Stadt angesiedelt. Die Hauptbeschäftigungsgebiete sind Holz- und Metallbearbeitung, Leichtindustrie und Dienstleistungsgewerbe. Im Jahre 2007 traten beide Staaten dem Schengen-Abkommen bei, sodass heute Freizügigkeit herrscht und die beiden Schwesterstädte viele gemeinsame Aktivitäten entfalten.
Nach Valka wurde 1946 ein von der UNRRA in Nürnberg-Langwasser eingerichtetes DP-Lager benannt.

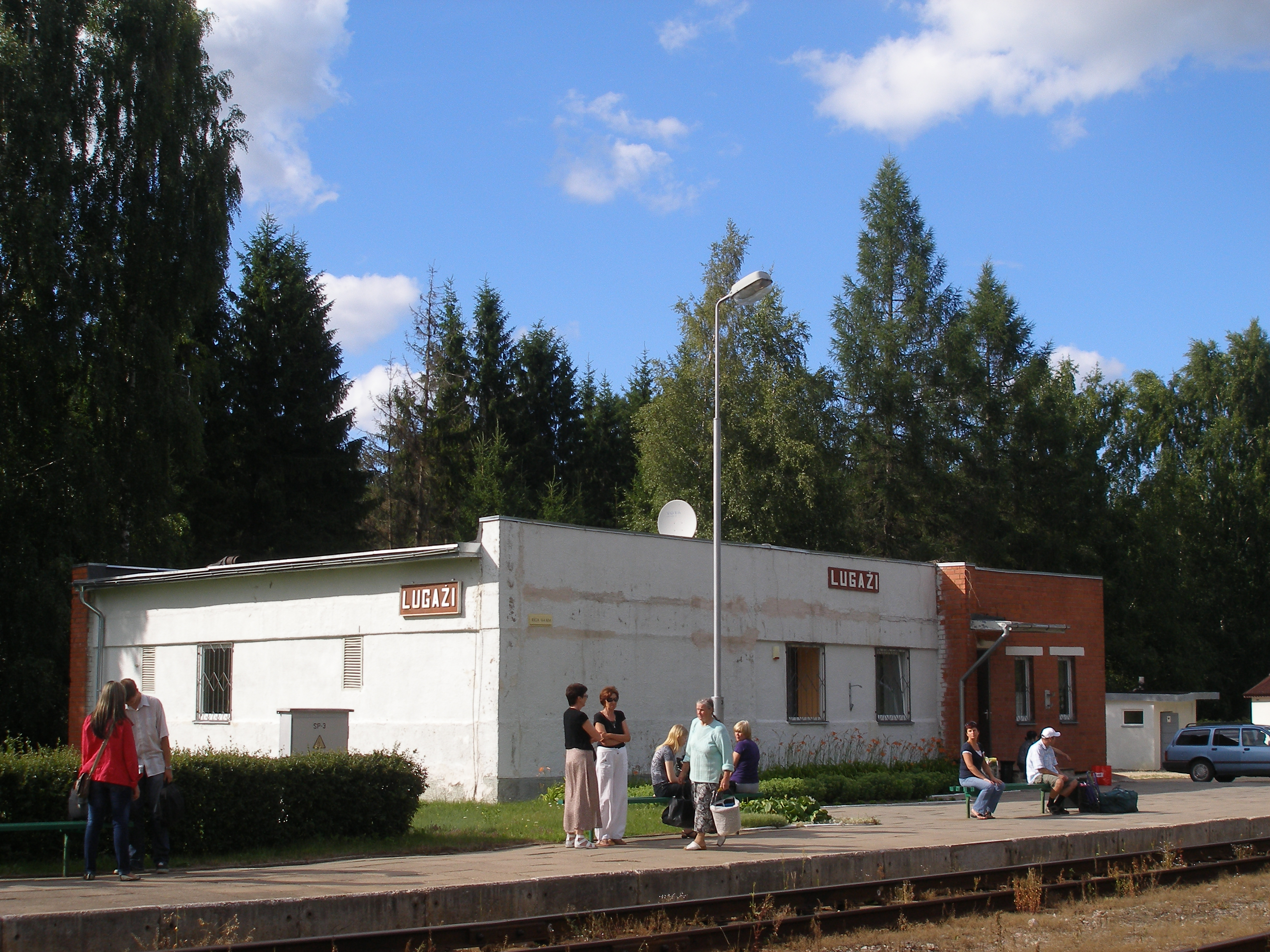
Eisenbahnstation Lugaži

## Verkehr
Die Lage an der Grenze zeigt sich auch an der Verkehrsanbindung. Einerseits führt die Europastraße 264 durch Valka und andererseits liegt der Bahnhof Lugaži im gleichnamigen Ortsteil von Valka an der Bahnstrecke Riga–Valga.

## Evangelische Kirche
Die Evangelisch-Lutherische St-Katharinen-Kirche von Valka-Lugaži wurde 1729 erbaut und von 1752 bis 1755 erneuert.

## Bildungseinrichtungen
Bereits das alte Walk war eine Schulstadt gewesen. Hier befand sich z. B. die von Jānis Cimze gegründete livländische Gemeindeschule, wo in lettischer und estnischer Sprache unterrichtet wurde.
Seit 2004 besteht hier eine Außenstelle der Lettischen Universität. Außerdem existieren ein Gymnasium, das lettisch-estnische Institut, eine Grundschule, die Jānis-Cimze-Musikschule, eine Kunstschule und mehrere Vorschulen und Kindergärten.

## Heimatmuseum Valka
Das Heimatmuseum Valka in der Rīgas iela 64 wurde 1970 gegründet. Von 1853 bis 1890 war in dem Gebäude, in dem sich das Museum befindet, ein Seminar für Lehrer der Gemeinden in Vidzeme unter der Leitung von Jānis Cimze tätig. Das Gebäude ist ein historisches Denkmal von nationaler Bedeutung, es wurde von 1850 bis 1853 erbaut. Das Museum umfasst die Dauerausstellungen „Seminar der Pfarrschullehrer von Vidzeme und kulturpädagogische Aktivitäten seiner Schüler Mitte des 19. Jahrhunderts bis Anfang des 20. Jahrhunderts“ und „Valka – Die Wiege der lettischen Unabhängigkeit“.

## Sport
Im Jahre 1922 wurde der Sportverein Valka mit zehn Sport-Abteilungen gegründet. 1938 schloss sich der Verein mit dem Sportclub des Grenzschutzes und dem Sportverein Alūksne zusammen.
Heute gibt es mit dem Stadion und modernen Sporthallen vielfältige Möglichkeiten, sich sportlich zu betätigen.

## Soldatenfriedhof
In Valka befindet sich ein deutscher Soldatenfriedhof mit Gefallenen aus dem Ersten Weltkrieg. Nach einem an der Straße angebrachten Hinweisschild sollen dort zudem Gefallene aus der Zeit von 1941 bis 1944 liegen.

## Valkas novads
Seit 2009 bildet die Stadt mit fünf umliegenden Gemeinden eine Verwaltungsgemeinschaft, einen Novads bzw. Bezirk (siehe: Verwaltungsgliederung Lettlands). Am 1. Juli 2010 waren 10.513 Einwohner gemeldet. Das Bezirksgebiet liegt in waldreichem Gelände an der estnischen Grenze, welche hier vom Fluss Gauja markiert wird.

## Personen
- Teodors Celms (1893–1989), deutsch-baltischer Philosoph und Hochschullehrer
- Pavel Loskutov (* 1969), estnischer Langstreckenläufer
- Aigars Fadejevs (1975–2024), Geher
- Gatis Smukulis (* 1987), Radrennfahrer
- Gints Rācenis (* 1981), Pianist
- Arturs Neikšāns (* 1983), Schachgroßmeister